# اشکال‌زدایی اردک لاستیکی

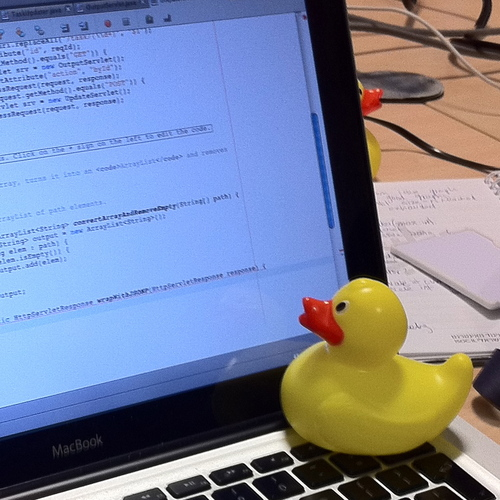
اردک لاستیکی توسط توسعه دهنده برای کمک به بررسی کد استفاده می‌شود

در مهندسی نرم‌افزار، اشکال‌زدایی اردک لاستیکی یک روش اشکال زدایی کد است. این نام اشاره‌ای به داستانی در کتاب برنامه‌نویس عملگرا دارد که در آن یک برنامه‌نویس یک اردک لاستیکی را با خود حمل می‌کند و با مجبور کردن خود به توضیح خط به خط برای اردک، کد آن‌ها را اشکال زدایی می‌کند. بسیاری از اصطلاحات دیگر برای این تکنیک وجود دارد که اغلب شامل اجسام مختلف (معمولاً) بی جان یا حیوانات خانگی مانند سگ یا گربه است.
بسیاری از برنامه‌نویسان تجربه این را داشته‌اند که مشکلی را برای شخص دیگری، که احتمالاً حتی برای کسی که هیچ چیز در مورد برنامه‌نویسی نمی‌داند، توضیح داده‌اند و سپس در راه توضیح مشکل، به راه حل مورد نظر رسیده‌اند. در توصیف آنچه قرار است کد انجام دهد و مشاهده آنچه در واقع انجام می‌دهد، هر گونه ناسازگاری بین این دو آشکار می‌شود. به‌طور کلی، آموزش یک موضوع، ارزیابی آن را از دیدگاه‌های مختلف مجبور می‌کند و می‌تواند درک عمیق‌تری را ارائه دهد. با استفاده از یک شیء بی جان، برنامه‌نویس می‌تواند بدون نیاز به قطع شخص دیگر، این کار را انجام دهد.

## در فرهنگ عامه
در ۱ آوریل ۲۰۱۸، استک اکسچنج یک نماد اردک لاستیکی را در وب سایت خود به عنوان ویژگی جدیدی به نام Quack Overflow معرفی کرد. اردک در گوشه پایین سمت چپ نمای مرورگر ظاهر شد و سعی کرد با گوش دادن به مشکلات بازدیدکنندگان و پاسخ دادن به راه حل‌ها به آنها کمک کند. با این حال، اردک پس از فکر کردن و تایپ کردن ، فقط صدای کوک تولید کرد. به اردک لاستیکی به عنوان یک روش قدرتمند برای حل مشکلات اشاره کرد. برخی از بازدیدکنندگان گیج شده که اردک را برای اولین بار مشاهده کردند، تصور کردند که یک برنامه بدافزار در رایانه آنها نصب شده‌است قبل از اینکه متوجه شوند این یک شوخی اول آوریل است.